# アブデュルハミト1世
アブデュルハミト1世（Abd-ul-Hamid I, 1725年3月20日 - 1789年4月7日）は、オスマン帝国の第27代皇帝（在位：1774年1月21日 - 1789年4月7日）。第23代皇帝アフメト3世の子でムスタファ3世の弟。子にムスタファ4世、マフムト2世。

## 生涯

### 即位まで
アブデュルハミトは1725年にアフメト3世とシェルミ・カドゥンとの間に生まれた。父のアフメト3世は1730年に失脚したため、これ以降トプカプ宮殿に37年間もの間幽閉された。幽閉中は母から歴史と書道を教わった。1767年にはカフェスから解放され、1771年に兄のバヤズィト皇子が薨去した後、皇太子となった。

### 即位
1774年、兄ムスタファ3世の後を受けて皇帝として即位する。しかし即位した同年、兄の治世中の1768年から始まっていた第一次露土戦争（ロシア・トルコ戦争）に敗れてキュチュク・カイナルジ条約を締結し、ドン、ドニエプル両河口、アゾフ海沿岸地帯をロシアに割譲し、ロシアの黒海における自由航行を承認せざるを得なくなった。さらには正教会の信徒の保護権をロシアに与えた。
さらに1775年にカリーム・ハーン率いるザンド朝がイラクに侵攻してきた。(オスマン・ペルシャ戦争)。ザンド朝はバスラを1年間包囲した後1776年に占領した。アブデュルハミトは平和主義者であったためイラクに援軍を送れず現地での軍事はイラクのマムルーク朝に頼りっきりであった。カリーム・ハーンの死後の1779年にオスマン側はバスラを奪還した。

### 戦間期
アブデュルハミトは即位後軍事的、領土的な穴埋めをすべくイェニチェリの軍事力を強化するために装備の更新や新たな砲兵隊の設立、イスタンブールに工科学校を設立などをした。さらにエジプト、シリア、ギリシャ、イラクでのオスマン帝国の支配力を強化しようとした。イラクでの支配力強化は失敗したもののエジプトではアリー・パシャの独立宣言以来弱まっていた支配力を強化することに成功した。シリアやペロポネソス半島ではオスマン帝国に対する反乱が起きていたが鎮圧するなどした。
アブデュルハミトの治世中、首都イスタンブールでは大規模な火災が1780年と1782年の2度発生しており1780年の火災では1000軒以上の家屋が燃えた。1782年にもイスタンブールで大規模な火災が発生しており、アブデュルハミト自らが消防隊を指揮したため彼はヴェリ(聖人)と呼ばれた。この時の火災で家屋が二万軒以上燃え尽きておりイスタンブールで発生した火災の中では過去最大規模であった。
また、クリム・ハン国は1774年に締結したキュチュク・カイナルジ条約以来独立しており、後に親ロシア派のシャヒン・ギレイが即位するとクリミアでは蜂起が起こった。アブデュルハミトは親オスマン派のセリム・ギレイを支持した。結局イギリスとフランスの仲介によって1779年にアクナルヴァク条約が締結された。内容はシャビン・ギレイの即位の容認、地中海と黒海でイギリスやフランスに認めていた特権をロシアに与えること、などだった。その代わりにロシア軍をクリミアから撤退させることなどがあった。一時的にはロシアの脅威は去ったが1784年にクリム・ハン国はロシアに併合された。

### 戦争の再開
1784年もロシアに敗れてクリミアを奪われ、1787年からは再び露土戦争が勃発する。しかしオスマン側は準備が不十分でありさらにロシアと組んだオーストリアが宣戦布告をしてきた。ロシアとの戦争は当初はオスマン側が優勢であったが1788年にウージーを占領され、そこではロシア軍に住民が虐殺された。1789年にはロシアのモルドバへの侵攻を許してしまった。
1788年に始まったオーストリアとの戦争は当初はオスマン側がバナトへと侵攻するほどの勢いがあった。しかしロシアとの戦争と同じく徐々にオスマン側が不利になりついにブカレストまで占領された。
ロシアとオーストリア相手に惨敗するなか1789年にアブデュルハミト1世は崩御した。後を甥のセリム3世が継いだ。

## 人物
アブデュルハミト1世はイスタンブールで多くの建築作品を残した。特に噴水、マドラサ、小学校、図書館などを手掛けた。
家庭での生活は家族と多くの時間を過ごし、夏には妻と子供達と共に別荘で過ごした。また、彼は信心深くよくコーランを読んでいたという。
アブデュルハミトは治世中に多くの領土を失ったにもかかわらず評価は決して低くない。彼は勤勉で思いやりができる親切な性格で知られている。即位後はイスタンブールのさまざまな地区へ頻繁に訪れ、さまざまな勅令を出したり、商人と人々との問題に耳を傾けるなどしていた。

## 家族
妻
- アイシェ・カドゥン
- ルフシャー・カドゥン
- ヒュマーシャー・カドゥン
- シネペルヴェル・カドゥン
- ビンナズ・カドゥン
- メフタベ・カドゥン
- ムテベレ・カドゥン
- シェブセファ・カドゥン
- ナクシディル・スルタン

息子
- ムスタファ4世
- マフムト2世
- アブドゥラー(1776年)
- メフメト(1776年-1781年)
- アフメト(1776年-1778年)
- アブデュルラフマン(1777年)
- スレイマン(1779年-1786年)
- メフメト(1782年-1785年)
- ムラト(1783年-1786年)

娘
- ハティジェ・スルタン(1776年)
- アイシェ・スルタン(1777年)
- エスマ・スルタン(1778年-1848年)
- ラビア・スルタン(1780年)
- メリクシャー・スルタン(1780年-1781年)
- ラビア・スルタン(1781年-1782年)
- ファトマ・スルタン(1782年-1786年)
- アレムシャー・スルタン(1784年-1786年)
- サリハ・スルタン(1786年-1788年)
- エミネ・スルタン(1788年-1791年)
- ヒベトラ・スルタン(1789年-1841年)